# Nicea (Locride)
Nicea (in greco antico: Νίκαια?, Nìkaia), era un'antica fortezza della Locride Epicnemidia, situata sul mare e vicina al passo delle Termopili.

## Storia
Viene descritta da Eschine come uno dei posti che controlla il passo. Si tratta della prima città della Locride dopo Alpeno, quest'ultima proprio all'ingresso del passo. La resa di Nicea da Faleco a Filippo II, nel 346 a.C., rese il re macedone padrone delle Termopili, e portò alla fine della terza guerra sacra. Filippo ne mantenne il possesso per qualche tempo, ma in seguito lo cedette alla Tessaglia con Magnesia.; tuttavia, ne riprese il controllo nel 340 a.C.. Secondo Memnone Nicea venne distrutta dai Focesi, ed i suoi abitanti fondarono Nicea di Bitinia. Ma anche se questo fosse vero, la città dovrebbe essere stata ricostruita poco dopo, dal momento che la troviamo nelle mani dell'Etolia durante le guerre romane in Grecia. Successivamente la città viene menzionata soltanto da Strabone (IX. p. 426). William Martin Leake identifica Nicea con il castello di Pundonítza, dove sono presenti resti antichi.